# 플로로글루신올 카복실산
플로로글루신올 카복실산(영어: Phloroglucinol carboxylic acid)은 페놀산의 일종인 트라이하이드록시벤조산이다. 2,4,6-트라이하이드록시벤조산(영어: 2,4,6-trihydroxybenzoic acid)이라고도 한다.
플로로글루신올 카복실산은 슈도모나스 플루오레센스(Pseudomonas fluorescens)에 의해 생성된다. 플로로글루신올 카복실산은 인체의 정상적인 세균총의 일종으로 카테킨을 유일한 탄소원으로 생장하는 세균인 아시네토박토 칼코아세티쿠스(Acinetobacter calcoaceticus)가 배설하는 카테킨의 분해 산물이다. 플로로글루신올 카복실산은 포도주에서도 발견된다.

## 같이 보기
- 트라이하이드록시벤조산